# We Global
We Global je třetí studiové hudební album miamského DJ Khaleda, které vyšlo 16. září 2008.

## O albu
Je to poslední album u vydavatelství Koch Records. Na tomto CD hostují: Pooh Bear, Kanye West, T-Pain, Akon, Rick Ross, Plies, Lil Boosie, Ace Hood, Trick Daddy, Fabolous, Fat Joe, Lloyd, Flo Rida, Nas, Cool, The Game, Trey Songz, Ray J, Sean Paul, Missy Elliott, Busta Rhymes, Rock City, Bun B, Blood Raw, Brisco, Bali, Lil' Scrappy, Shawty Lo, The Dunk Ryders, Baby Cham, Birdman, Pitbull, Casely.
Alba se prodalo v prvním týdnu 59 573 kopií. Do června 2009 se prodalo 294 000 kopií alba.

## Singly
První singl Out Here Grindin unikl na internet 5. května 2008, v té verzi hostoval Lil Wayne a Young Jeezy. Tuto verzi má Young Jezzy na svém mixtapu, ale na albu se v tracku objevili Akon, Rick Ross, Plies, Lil Boosie, Ace Hood a Trick Daddy – tento singl debutoval na 38. místě Billboard 100.
Druhý singl Go Hard, featuring Kanye West a T-Pain debutoval na 69. místě Billboard 100.

## Obsah
1. Standing On The Mountain Top (Feat. Ace Hood & Pooh Bear) (Prod. DJ Khaled)
2. Go Hard (Feat. Kanye West & T-Pain) (Prod. The Runners)
3. Out Here Grindin' (Feat. Rick Ross, Akon, Ace Hood, Plies, Lil Boosie & Trick Daddy) (Prod. The Runners, Akon)
4. Go Ahead (Feat. Fabolous, Rick Ross, Flo Rida, Fat Joe & Lloyd) (Prod. The Runners)
5. I'm On (Feat. Nas Cool) (Prod. Cool & Dre)
6. Red Light (Feat. Game) (Prod. The Inkredibles)
7. We Global (Feat. Trey Songz, Fat Joe & Ray J) (Prod. The Runners)
8. She's Fine (Feat. Sean Paul, Missy Elliot & Busta Rhymes) (Prod. Danja)
9. Final Warning (Feat. Bun B, Bloodraw, Ace Hood, Brisco, Bali, Lil Scrappy & Shawty Lo) (Prod. The Inkredibles)
10. Fuck The Other Side (Feat. Trick Daddy & DunkRydas) (Prod. GoldRu$h)
11. Bullet (Feat. Rick Ross & Baby Cham) (Prod. The Nasty Beatmakers)
12. Blood Money (Feat. Rick Ross, Brisco, Ace Hood & Birdman) (Prod. Isaac Opus)
13. Defend Dade (Feat. Pitbull & Casely) (Prod. Diaz Brothers)